# تشوي يونغ-جون (لاعب كرة قدم)
تشوي يونغ-جون (هانغل: 최영준) هو لاعب كرة قدم كوري جنوبي في مركز الوسط، ولد في 15 ديسمبر 1991 في كوريا الجنوبية. لعب مع نادي جيونجنام ‏.

## وصلات خارجية
- تشوي يونغ-جون (لاعب كرة قدم) على موقع دوري كوريا الجنوبية (الإنجليزية)
- تشوي يونغ-جون (لاعب كرة قدم) على موقع قاعدة بيانات كرة القدم.إي يو (الإنجليزية)
- تشوي يونغ-جون (لاعب كرة قدم) على موقع Soccerway.com (الإنجليزية)